# Dreiband-Europameisterschaft der Junioren 2018

Logo CEB (ausrichtender Verband)

Die Dreiband-Europameisterschaft der Junioren 2018 war ein Turnier in der Karambolagedisziplin Dreiband und fand vom 30. März bis zum 3. April in Ronchin statt.

## Modus
Gespielt wurde mit 16 Teilnehmern in vier Gruppen à vier Spielern im Round-Robin-Modus. Die beiden Gruppenbesten qualifizierten sich für das Viertelfinale.
Gespielt wurde in der Gruppenphase bis 25 Punkte oder 50 Aufnahmen und in der KO-Runde bis 30 Punkte oder 50 Aufnahmen. Da auch in der KO-Runde mit Nachstoß gespielt wurde, gab es eine Verlängerung bis 3 Punkte bis zur Entscheidung.

## Qualifikation
| Abschlusstabelle Gruppe A | Abschlusstabelle Gruppe A | Abschlusstabelle Gruppe A | Abschlusstabelle Gruppe A | Abschlusstabelle Gruppe A | Abschlusstabelle Gruppe A | Abschlusstabelle Gruppe A | Abschlusstabelle Gruppe A | Abschlusstabelle Gruppe A |
| Platz                     | Name                      | MP                        | Pkte                      | Aufn.                     | GD                        | BED                       | HS                        |                           |
| ------------------------- | ------------------------- | ------------------------- | ------------------------- | ------------------------- | ------------------------- | ------------------------- | ------------------------- | ------------------------- |
| 1                         | Gwendal Marechal          | 6:0                       | 75                        | 97                        | 0,773                     | 0,862                     | 5                         |                           |
| 2                         | Dimitros Seleventas       | 4:2                       | 72                        | 108                       | 0,666                     | 0,892                     | 6                         |                           |
| 3                         | Marcel Back               | 2:4                       | 56                        | 107                       | 0,523                     | 0,500                     | 4                         |                           |
| 4                         | Luis Almeida              | 0:6                       | 42                        | 138                       | 0,304                     | -                         | 3                         |                           |

| Abschlusstabelle Gruppe B | Abschlusstabelle Gruppe B | Abschlusstabelle Gruppe B | Abschlusstabelle Gruppe B | Abschlusstabelle Gruppe B | Abschlusstabelle Gruppe B | Abschlusstabelle Gruppe B | Abschlusstabelle Gruppe B | Abschlusstabelle Gruppe B |
| Platz                     | Name                      | MP                        | Pkte                      | Aufn.                     | GD                        | BED                       | HS                        |                           |
| ------------------------- | ------------------------- | ------------------------- | ------------------------- | ------------------------- | ------------------------- | ------------------------- | ------------------------- | ------------------------- |
| 1                         | Carlos Anguita            | 4:2                       | 67                        | 77                        | 0,870                     | 1,250                     | 6                         |                           |
| 2                         | Alperen Cebeoglu          | 4:2                       | 69                        | 83                        | 0,831                     | 1,000                     | 4                         |                           |
| 3                         | Tom Löwe                  | 4:2                       | 59                        | 73                        | 0,808                     | 1,000                     | 6                         |                           |
| 4                         | Saud Muhovic              | 0:6                       | 26                        | 77                        | 0,337                     | -                         | 3                         |                           |

| Abschlusstabelle Gruppe C | Abschlusstabelle Gruppe C | Abschlusstabelle Gruppe C | Abschlusstabelle Gruppe C | Abschlusstabelle Gruppe C | Abschlusstabelle Gruppe C | Abschlusstabelle Gruppe C | Abschlusstabelle Gruppe C | Abschlusstabelle Gruppe C |
| Platz                     | Name                      | MP                        | Pkte                      | Aufn.                     | GD                        | BED                       | HS                        |                           |
| ------------------------- | ------------------------- | ------------------------- | ------------------------- | ------------------------- | ------------------------- | ------------------------- | ------------------------- | ------------------------- |
| 1                         | Stef van Hees             | 6:0                       | 75                        | 95                        | 0,789                     | 0,961                     | 6                         |                           |
| 2                         | Joey de Kok               | 4:2                       | 69                        | 105                       | 0,657                     | 0,675                     | 5                         |                           |
| 3                         | Mario Mercader            | 2:4                       | 60                        | 99                        | 0,606                     | 0,757                     | 5                         |                           |
| 4                         | Mikkel Jensen             | 0:6                       | 59                        | 115                       | 0,513                     | -                         | 7                         |                           |

| Abschlusstabelle Gruppe D | Abschlusstabelle Gruppe D | Abschlusstabelle Gruppe D | Abschlusstabelle Gruppe D | Abschlusstabelle Gruppe D | Abschlusstabelle Gruppe D | Abschlusstabelle Gruppe D | Abschlusstabelle Gruppe D | Abschlusstabelle Gruppe D |
| Platz                     | Name                      | MP                        | Pkte                      | Aufn.                     | GD                        | BED                       | HS                        |                           |
| ------------------------- | ------------------------- | ------------------------- | ------------------------- | ------------------------- | ------------------------- | ------------------------- | ------------------------- | ------------------------- |
| 1                         | Michael Vink              | 6:0                       | 75                        | 83                        | 0,903                     | 1,136                     | 6                         |                           |
| 2                         | Nikolaus Kogelbauer       | 4:2                       | 70                        | 83                        | 0,843                     | 1,190                     | 5                         |                           |
| 3                         | Maxime Panaia             | 2:4                       | 60                        | 67                        | 0,895                     | 1,470                     | 3                         |                           |
| 4                         | Alessio D’Agata           | 0:6                       | 33                        | 65                        | 0,507                     | -                         | 3                         |                           |

## Endrunde
|  | Viertelfinale Spiel bis 30 Punkte | Viertelfinale Spiel bis 30 Punkte | Viertelfinale Spiel bis 30 Punkte | Viertelfinale Spiel bis 30 Punkte | Viertelfinale Spiel bis 30 Punkte | Viertelfinale Spiel bis 30 Punkte |                     |                  | Halbfinale Spiel bis 30 Punkte | Halbfinale Spiel bis 30 Punkte | Halbfinale Spiel bis 30 Punkte | Halbfinale Spiel bis 30 Punkte | Halbfinale Spiel bis 30 Punkte | Halbfinale Spiel bis 30 Punkte |      |      | Finale Spiel bis 30 Punkte | Finale Spiel bis 30 Punkte | Finale Spiel bis 30 Punkte | Finale Spiel bis 30 Punkte | Finale Spiel bis 30 Punkte | Finale Spiel bis 30 Punkte |
|  |                                   |                                   |                                   |                                   |                                   |                                   |                     |                  |                                |                                |                                |                                |                                |                                |      |      |                            |                            |                            |                            |                            |                            |
|  |                                   | MP                                | Pkt.                              | Auf.                              | ED                                | HS                                |                     |                  |                                |                                |                                |                                |                                |                                |      |      |                            |                            |                            |                            |                            |                            |
|  |                                   | MP                                | Pkt.                              | Auf.                              | ED                                | HS                                |                     |                  |                                |                                |                                |                                |                                |                                |      |      |                            |                            |                            |                            |                            |                            |
|  | Michael Vink                      | 0                                 | 21                                | 29                                | 0,724                             | 6                                 |                     |                  |                                |                                |                                |                                |                                |                                |      |      |                            |                            |                            |                            |                            |                            |
|  | Michael Vink                      | 0                                 | 21                                | 29                                | 0,724                             | 6                                 |                     | MP               | Pkt.                           | Auf.                           | ED                             | HS                             |                                |                                |      |      |                            |                            |                            |                            |                            |                            |
|  | Dimitros Seleventas               | 2                                 | 30                                | 29                                | 1,034                             | 6                                 |                     | MP               | Pkt.                           | Auf.                           | ED                             | HS                             |                                |                                |      |      |                            |                            |                            |                            |                            |                            |
|  | Dimitros Seleventas               | 2                                 | 30                                | 29                                | 1,034                             | 6                                 | Dimitros Seleventas | 0                | 25                             | 36                             | 0,694                          | 4                              |                                |                                |      |      |                            |                            |                            |                            |                            |                            |
|  |                                   | MP                                | Pkt.                              | Auf.                              | ED                                | HS                                | Dimitros Seleventas | 0                | 25                             | 36                             | 0,694                          | 4                              |                                |                                |      |      |                            |                            |                            |                            |                            |                            |
|  |                                   | MP                                | Pkt.                              | Auf.                              | ED                                | HS                                |                     | Carlos Anguita   | 2                              | 30                             | 36                             | 0,833                          | 4                              |                                |      |      |                            |                            |                            |                            |                            |                            |
|  | Carlos Anguita                    | 2                                 | 30                                | 30                                | 1,000                             | 4                                 |                     | Carlos Anguita   | 2                              | 30                             | 36                             | 0,833                          | 4                              |                                |      |      |                            |                            |                            |                            |                            |                            |
|  | Carlos Anguita                    | 2                                 | 30                                | 30                                | 1,000                             | 4                                 |                     |                  |                                |                                |                                |                                |                                | MP                             | Pkt. | Auf. | ED                         | HS                         |                            |                            |                            |                            |
|  | Joey de Kok                       | 0                                 | 24                                | 30                                | 0,800                             | 5                                 |                     |                  |                                |                                |                                |                                |                                | MP                             | Pkt. | Auf. | ED                         | HS                         |                            |                            |                            |                            |
|  | Joey de Kok                       | 0                                 | 24                                | 30                                | 0,800                             | 5                                 | Carlos Anguita      | 0                | 15                             | 23                             | 0,652                          | 3                              |                                |                                |      |      |                            |                            |                            |                            |                            |                            |
|  |                                   | MP                                | Pkt.                              | Auf.                              | ED                                | HS                                | Carlos Anguita      | 0                | 15                             | 23                             | 0,652                          | 3                              |                                |                                |      |      |                            |                            |                            |                            |                            |                            |
|  |                                   | MP                                | Pkt.                              | Auf.                              | ED                                | HS                                |                     | Gwendal Marechal | 2                              | 30                             | 23                             | 1,304                          | 5                              |                                |      |      |                            |                            |                            |                            |                            |                            |
|  | Gwendal Marechal                  | 2                                 | 30                                | 31                                | 0,967                             | 4                                 |                     | Gwendal Marechal | 2                              | 30                             | 23                             | 1,304                          | 5                              |                                |      |      |                            |                            |                            |                            |                            |                            |
|  | Gwendal Marechal                  | 2                                 | 30                                | 31                                | 0,967                             | 4                                 |                     | MP               | Pkt.                           | Auf.                           | ED                             | HS                             |                                |                                |      |      |                            |                            |                            |                            |                            |                            |
|  | Nikolaus Kogelbauer               | 0                                 | 22                                | 31                                | 0,709                             | 4                                 |                     | MP               | Pkt.                           | Auf.                           | ED                             | HS                             |                                |                                |      |      |                            |                            |                            |                            |                            |                            |
|  | Nikolaus Kogelbauer               | 0                                 | 22                                | 31                                | 0,709                             | 4                                 | Gwendal Marechal    | 2                | 30                             | 14                             | 2,142                          | 8                              |                                |                                |      |      |                            |                            |                            |                            |                            |                            |
|  |                                   | MP                                | Pkt.                              | Auf.                              | ED                                | HS                                | Gwendal Marechal    | 2                | 30                             | 14                             | 2,142                          | 8                              |                                |                                |      |      |                            |                            |                            |                            |                            |                            |
|  |                                   | MP                                | Pkt.                              | Auf.                              | ED                                | HS                                |                     | Stef van Hees    | 0                              | 7                              | 14                             | 0,500                          | 4                              |                                |      |      |                            |                            |                            |                            |                            |                            |
|  | Stef van Hees                     | 2                                 | 30                                | 24                                | 1,250                             | 3                                 |                     | Stef van Hees    | 0                              | 7                              | 14                             | 0,500                          | 4                              |                                |      |      |                            |                            |                            |                            |                            |                            |
|  | Stef van Hees                     | 2                                 | 30                                | 24                                | 1,250                             | 3                                 |                     |                  |                                |                                |                                |                                |                                |                                |      |      |                            |                            |                            |                            |                            |                            |
|  | Alperen Cebeoglu                  | 0                                 | 19                                | 24                                | 0,791                             | 3                                 |                     |                  |                                |                                |                                |                                |                                |                                |      |      |                            |                            |                            |                            |                            |                            |
|  | Alperen Cebeoglu                  | 0                                 | 19                                | 24                                | 0,791                             | 3                                 |                     |                  |                                |                                |                                |                                |                                |                                |      |      |                            |                            |                            |                            |                            |                            |

Quellen:

## Abschlusstabelle
| MP    | Match Points (Sieger = 2; Unentschieden = 1; Verlierer = 0) |
| Pkte. | Erzielte Karambolagen                                       |
| Aufn. | Benötigte Versuche                                          |
| GD    | Generaldurchschnitt                                         |
| BED   | Bester Einzeldurchschnitt eines Spielers                    |
| HS    | Höchstserie                                                 |
|       | Bester GD des Turniers                                      |
|       | Bester ED des Turniers                                      |
|       | Beste HS des Turniers                                       |
|       | 1. Platz (Gold)                                             |
|       | 2. Platz (Silber)                                           |
|       | 3. Platz (Bronze)                                           |

| Endklassement              | Endklassement | Endklassement       | Endklassement | Endklassement | Endklassement | Endklassement | Endklassement | Endklassement |
| Phase                      | Platz         | Name                | MP            | Pkt.          | Aufn.         | GD            | BED           | HS            |
| -------------------------- | ------------- | ------------------- | ------------- | ------------- | ------------- | ------------- | ------------- | ------------- |
| Finale                     | 1             | Gwendal Marechal    | 12:0          | 165           | 165           | 1,000         | 2,142         | 8             |
| Finale                     | 2             | Carlos Anguita      | 8:4           | 142           | 166           | 0,855         | 1,250         | 6             |
| Halb- finale               | 3             | Stef van Hees       | 8:2           | 112           | 133           | 0,842         | 1,250         | 6             |
| Halb- finale               | 3             | Dimitros Seleventas | 6:4           | 127           | 173           | 0,734         | 1,034         | 6             |
| Viertel- finale            | 5             | Michael Vink        | 6:2           | 96            | 112           | 0,857         | 1,136         | 6             |
| Viertel- finale            | 6             | Alperen Cebeoglu    | 4:4           | 88            | 107           | 0,822         | 1,000         | 4             |
| Viertel- finale            | 7             | Nikolaus Kogelbauer | 4:4           | 92            | 114           | 0,807         | 1,190         | 5             |
| Viertel- finale            | 8             | Joey de Kok         | 4:4           | 93            | 135           | 0,688         | 0,675         | 5             |
| Gruppen- phase             | 9             | Tom Löwe            | 4:2           | 59            | 73            | 0,808         | 1,000         | 6             |
| Gruppen- phase             | 10            | Maxime Panaia       | 2:4           | 60            | 67            | 0,895         | 1,470         | 3             |
| Gruppen- phase             | 11            | Mario Mercader      | 2:4           | 60            | 99            | 0,606         | 0,757         | 5             |
| Gruppen- phase             | 12            | Marcel Back         | 2:4           | 56            | 107           | 0,523         | 0,500         | 4             |
| Gruppen- phase             | 13            | Mikkel Jensen       | 0:6           | 59            | 115           | 0,513         | -             | 7             |
| Gruppen- phase             | 14            | Alessio D’Agata     | 0:6           | 33            | 65            | 0,507         | -             | 3             |
| Gruppen- phase             | 15            | Saud Muhovic        | 0:6           | 26            | 77            | 0,337         | -             | 3             |
| Gruppen- phase             | 16            | Luis Almeida        | 0:6           | 42            | 138           | 0,304         | -             | 3             |
| Turnierdurchschnitt: 0,709 |               |                     |               |               |               |               |               |               |